# Hữu Định
Hữu Định là một xã thuộc huyện Châu Thành, tỉnh Bến Tre, Việt Nam.

## Địa lý
Xã Hữu Định nằm ở phía nam huyện Châu Thành, có vị trí địa lý:
- Phía đông giáp huyện Giồng Trôm
- Phía tây giáp xã Tam Phước
- Phía nam giáp thành phố Bến Tre
- Phía bắc giáp xã Phước Thạnh.

Xã có diện tích 13,09 km², dân số năm 2020 là 9.181 người, mật độ dân số đạt 701 người/km².

## Hành chính
Xã Hữu Định được chia thành 5 ấp: Đại Định, Hữu Chiến, Hữu Nhơn, Hữu Thành, Phú Hữu.

## Lịch sử
Ngày 5 tháng 4 năm 2013, Chính phủ ban hành Nghị quyết 49/NQ-CP. Theo đó, điều chỉnh 51,47 ha diện tích tự nhiên và 405 người của xã Hữu Định được điều chỉnh về thành phố Bến Tre quản lý (trong đó có 10,71 ha diện tích tự nhiên và 100 người sáp nhập vào xã Sơn Đông; 40,76 ha diện tích tự nhiên và 305 người sáp nhập vào phường Phú Tân, thành phố Bến Tre).
Sau khi điều chỉnh, xã còn lại 1.307 ha diện tích tự nhiên và 8.497 người.